# Nester's Funky Bowling
Nester's Funky Bowling é um jogo eletrônico de boliche que foi lançado para o console portátil Virtual Boy, exclusivamente para América do Norte, e desenvolvido e publicado pela Nintendo. Enquanto que o jogo não possui relação alguma com o outro jogo de boliche para Virtual Boy, Virtual Bowling, é interessante que cada região (América do Norte e Japão) recebeu o seu próprio jogo de boliche para Virtual Boy.